# ソマリランドの戦い
ソマリランドの戦い（ソマリランドのたたかい、英語:Italian conquest of British Somaliland、イタリア語:conquista italiana della Somalia britannica）は、第二次世界大戦の東アフリカ戦線における戦闘の一つ。イタリア領東アフリカ（AOI）駐屯軍によるソマリランド攻撃に対し、英軍はアフリカ駐屯軍による防衛を試みた。
AOI軍は時勢を優先して装備・物資が不足する中で攻勢を発動、幾分の損害を受けつつもソマリランド占領に成功した。英軍は海路で他地域に脱出、ソマリランド植民地政府は枢軸軍に降伏した。

## 背景
ムッソリーニの独断によって戦争が開始された時、疲弊したイタリア王国は他の戦域と同じく東アフリカにおける十分な軍備を保持していなかった。特に当面の主敵と考えられたイギリスの植民地に囲まれた東アフリカの伊植民地においては、ごく限定的な攻撃計画を除けば一貫して守勢に立つ事が想定されていた。しかしムッソリーニは、ドイツ政府の要請によるエジプト遠征への牽制も含め、ケニア・スーダン・ソマリランドなど周辺地域への攻撃を東アフリカ駐屯軍に命令した。
サヴォイア家の構成員であり、伊領東アフリカ駐屯軍の総司令官であった第3代アオスタ公アメデーオ・ディ・サヴォイア将軍はコマンド・スプレモ（王国軍参謀本部）に攻勢計画を承認させた。これはサヴォイア家の家長たるイタリア王ヴィットーリオ・エマヌエーレ3世による賛意も背景にあったと見られ、1940年8月に攻勢準備を完了した。

## 作戦立案
作戦の実行はAOI軍の参謀長グリエルモ・ナシ中将に一任された。AOI軍は20万以上の大軍を数えたが、実態は慢性的な兵力不足を補う為に正規軍の他に国家義勇軍（黒シャツ隊）とアスカリによって水増しされた数であった。ソマリランド遠征軍は5個旅団と1個国家義勇連隊から編成され、3つの集団に分けられたアスカリが援軍として加えられた。これ以外に非常に小規模ではあるものの、十数両の戦車（軽戦車と豆戦車）と幾つかの航空機の支援も準備され、遠征軍は最終的に2万4000名を数えた。

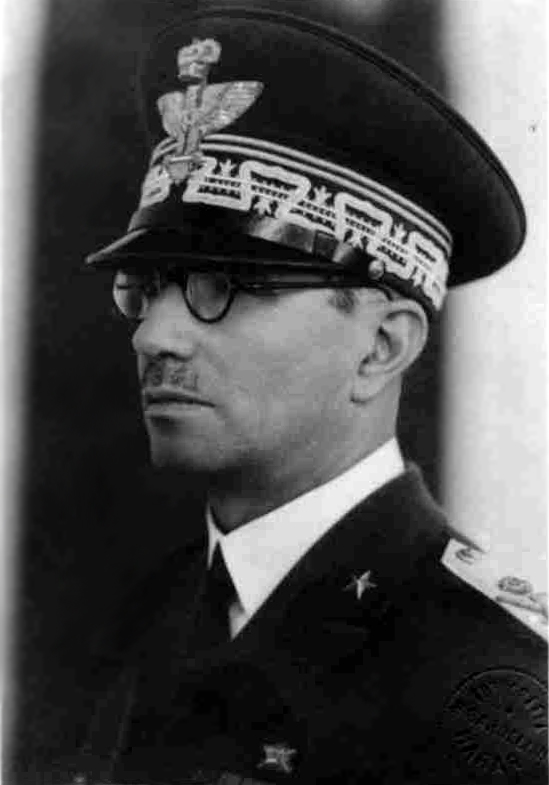
グリエルモ・ナシ中将

一方の英軍側は東アフリカ軍の内、アーサー・チェイター中佐率いるソマリランド騎兵隊が開戦時に展開していた。しかし伊軍側の攻勢が予想されると新たにアーサー・チェイター中佐は准将に昇格し、ニヤサランドのキング・アフリカン・ライフル大隊、北ローデシア大隊、第1東アフリカ砲兵大隊、第15パンジャブ連隊の一部を増派した。また後には第2パンジャブ連隊、スコットランド高地連隊も第二派増援として送り込まれた。

## 戦闘

### 攻撃開始
1940年8月3日、AOI軍は自国側の国境を越えて英領ソマリランドへの侵攻を開始した。起伏が激しく悪路の多いソマリランドにおいて、首都であり紅海沿岸の重要な港であるベルベラ占領を行うには3つの方法が考えられた。その中でハルゲイサ市を経由して直接ベルベラに向かう中央ルートが最短距離で到達が可能であった。他にハルゲイサ市からオウェイア市に東へ迂回して進むルート、北に進んで沿岸部の要衝ゼイラ市を落とし、そこから西回りに進むルートが存在した。
AOI軍は部隊を3つに分け、ハルゲイサ市へ向かう道を含めた３つのルートにおける同時攻撃を選択した。攻撃ルートの内、西周りのルートは仏領ソマリランドとの国境を封鎖する狙いもあった。東周りのルートには少数部隊だけが送り込まれ、主戦力が投入された中央ルートの腹背を守る役目を負った。
攻勢開始から2日後の8月5日、西回りのルートを進んでいたベルトルディ司令官はゼイラ市を陥落させて仏領ソマリランドとの国境を封鎖した。これで自由フランス軍による英ソマリランド軍への援護は全く可能性が無くなった。ベルトルディ司令官は予定通りゼイラ市から分隊を派遣して、沿岸部占領と西からのベルベラ攻撃に向けた準備を開始している。
山岳地帯を進むカルロ・ディ・シモーネ司令官の中央ルートの軍勢はより多くの労苦を払わねばならなかった。8月5日に西回りのゼイラ市より近いハルゲイサ市に到達したシモーネ司令官はソマリランド騎兵隊とローデシア大隊の抵抗を受けたが、豆戦車を押し立てた突撃でハルゲイサ市を陥落させた。だが中央軍の消耗も軽視できず、ハルゲイサ市でベルベラ攻撃に向けた2日間の再編成を行った後にアルガン砂漠へ向けて進軍を再開した。これに東回りの部隊もオウェイア市を経由して側面を守りながら同行した。英軍側は主力となっていたソマリランド騎兵隊だけでは都市部を防衛できず、アルガン砂漠へ後退を強いられていた。

### アルガンの戦い
対仏国境封鎖と中央都市占領を終えてベルベラへの突破を目指し、アルガン砂漠に進んでいたAOI軍は8月10日に戦力を結集していた英軍駐屯軍と衝突した。
その前となる7日と8日にイギリス本国から新たにスコットランド高地連隊と第2パンジャブ連隊の構成大隊から編成された増援が派遣され、同時にアーサー准将は司令官から更迭され新たにアルフレッド・ゴールドウィン少将がバルベラの司令部に着任した。続いて英中東軍総司令官アーチバルト・ウェーベル大将は更なる大規模増援を決定したが、これらは結局はベルベラ陥落と英軍撤退までに間に合わなかった。
アルガン砂漠からバルベラへと向かう街道には英軍の陣地が6つの丘にそれぞれ建設されており、シモーネ司令官は第15パンジャブ連隊の第3大隊への攻撃を命令した。伊軍は大隊の抵抗を退けて第15パンジャブ連隊による防衛線を突破した。英軍側も反撃を展開したがこれは失敗に終わり、二つの丘において伊軍の攻撃を退けるのが精一杯の状態であった。翌日に再開された伊軍の総攻撃でローデシア大隊と東アフリカ砲兵隊も敗走し、新たにもう一つの陣地が占領された。8月13日から14日の間の戦闘で英軍は残りの陣地を守り抜いたが、伊軍もまたより攻撃するのに適した前線拠点を確保していった。
8月15日、アルフレッド・ゴールドウィン少将はもはや援軍が届くまで、イタリア王国軍の攻撃からアルガン防衛線を守り抜く事は非現実的であると中東軍司令部に打電した。その上でゴールドウィン少将はバルベラへの後退と、ソマリランドからの海路による脱出を計画した。ゴールドウィン少将は撤退しなければいずれ英軍は包囲殲滅されて全滅するだろうが、今なら多くの兵士を助けられると主張した。同日、中東軍司令部はソマリランドの放棄を決定し、ゴールドウィン少将の脱出計画を承認した。
15日の夜、英軍は一斉にアルガン砂漠からバルベラへと退却を開始、伊軍の追撃に対してスコットランド高地連隊が殿を務めて脱出への時間を稼ぐ役割を与えられた。

### 英軍撤退
ソマリランド放棄が決定されると、イギリス紅海艦隊はただちにバルベラで輸送準備を始め、ソマリランドのイギリス入植者に避難勧告を発令した。16日から撤退作業が開始され、次々と民間人や役人が輸送船に積み込まれて他の植民地へ脱出した。17日から英海軍の軽巡洋艦「ケレース」がバルベラ近海で警戒任務にあたった。
アルガン砂漠を越えてバルベラ近郊に迫っていたシモーネ司令官は用心深く、英軍の総後退から伏兵攻撃を危惧して慎重な偵察任務を行わせていた。シモーネ司令官がバルベラ包囲を開始させると、スコットランド高地連隊は激しい抵抗を見せ、最後には銃剣突撃まで敢行したと言われている。英軍は敗走してきていた兵士達を矢継ぎ早に輸送艦へ乗せて脱出させ、イタリア王国軍がバルベラ市内に突入した8月18日までぎりぎりの輸送任務が続けられた。これによって多くの退却兵と民間人が救われ、8月19日に最後の艦船であった軽巡洋艦「ホバート」が出航して退却任務は終了した。含む英軍・植民者7000名がアデンへと脱出したと記録されているが、一方で現地召集のアスカリはほとんどが現地解散という戦後処理が行われた。
民間人の脱出任務について英軍はほとんど監督しなかったが、住民虐殺や略奪などの被害は発生していない。これはアオスタ公アメデーオ・ディ・サヴォイアAOI軍総司令官が、グリエルモ・ナシ参謀長に英国民やその兵士に対する不当な弾圧などを行わないように厳命を下していたためであった。親英派であったアオスタ公はイギリスとの早期和平による枢軸同盟からの離脱を望み、バチカンを通して何度かイギリス政府と交渉していたことがわかっている。こうした経緯から後に東アフリカ戦線が決着した際、捕囚となったアメデーオ公は英軍とイギリス政府から最大級の敬意を持って扱われ、捕虜としては特例的といえる厚遇を受けている。
19日、バルベラの完全占領をもってソマリランド植民地政府はイタリア王国に降伏を宣言、英領ソマリランドは伊領東アフリカに統合された。

## 損害
イタリア側の損害報告は205名の戦死者とのみ記録されているが、イギリス側は2052名の負傷者を更に計上している。基本的には短期攻勢に訴えかけたAOI軍の方が、より多くの戦傷者を出した事は間違いない。しかし短期攻勢はイギリス軍による増派を防いだ点で勝利の要因となった。
損害の正確な計算を難しくしているのは、当時のソマリランドが英国の完全な支配統制下になく、英軍・伊軍のどちらにもつかない反乱部族が各地に点在していたためでもある。彼らは時に応じて伊軍に協力したり、英軍に協力したり、相互に争い合ったりと不安定な対外行動を見せたので、両軍共にどちらの兵士なのか判断は難しかった。

## 結果
ソマリランドの戦いは以下の結果と教訓をもたらした:
- ソマリランドの戦いがイタリア王国軍が第二次世界大戦で独力によって獲得した唯一の戦略的勝利であること
- ソマリランドでの敗北がイギリス王国にとって、最初の自国領土における戦略的敗北であること
- イタリア王国軍が優れた支隊運用の指揮能力を持つこと（3つのルートを進む支隊はそれぞれ殆ど相互連絡無しに共同攻撃を成功させた）
- イギリス王国軍が（ダンケルクでも見せた）優れた兵力撤収と、高い錬度から敗走中でも高い規律を持つこと
- 空軍の重要性の再確認[24]
- イタリア領東アフリカの拡大と、ムッソリーニの政治的威信の増加

ソマリランドでの敗北はイギリスにとって自国領における初めての戦略的敗北であり、ウィンストン・チャーチル英首相はウェーベル大将を激しく叱責している。そして実際にソマリランドの失陥は、援軍派遣の判断が遅かった英中東軍司令部とウェーベル大将に責任があったことも事実であった。また、それほど大きな損害をこうむっていないにもかかわらず、アラガン砂漠から敗走することを許したのは明らかな駐屯軍と司令部の怠慢であるとも批判し、前線逃亡の疑いで軍法会議を行うべきとまで発言している。これに対してウェーベルは、表面的な状況だけを見てあの時点でアラガン砂漠を維持できたと考えるのは不適当だと反論した。彼は「肉屋の屠殺が兵士に強いるべくことと考えるべきではありません」と、チャーチルの精神論を批判している。チャーチルとウェーベルの確執はこの時から始まり、最終的にはウェーベル解任に至ることとなる
。
『タイム』誌はソマリランド陥落を書き立てた記事で「ソマリランドの敗北による最大の被害は、植民地（特にアラブ）におけるイギリスの威信を失わせたことかもしれない」と指摘した。
イタリア側にとってソマリランドの勝利は、同盟軍としての参戦などではない単独での戦いで、唯一獲得された戦略的勝利であった。そしてソマリランドの勝利はフランス戦でのドイツの圧勝を除く、その後に続いた枢軸軍の戦略的勝利（日本軍の太平洋における作戦、ドイツによる独ソ戦）と全く同じ流れをとった。つまり勝利で始まり、敗北で終わるという結末である。徐々に増援を続けた英東アフリカ軍は次第にAOI軍を圧迫し、逆にAOI軍は海路と陸路を封鎖された状態でますます困窮していった。そして1941年半ばにエチオピア奪還をもって、東アフリカ戦線は終結する。
しかし完全に戦いが終わった訳ではなく、英軍はその後もイタリア王国本国が戦争から脱落する1943年までAOI軍残党によるテロ行為に悩まされることになる。

## 資料
- Abdisalam, Mohamed Issa-Salwe (1996). The Collapse of the Somali State: The Impact of the Colonial Legacy. London: Haan Associates Publishers.
- Antonicelli, Franco (1961). Trent'anni di storia italiana 1915 - 1945 (in Italian).  Torino: Mondadori ed.
- Del Boca, Angelo (1986). Italiani in Africa Orientale: La caduta dell'Impero (in Italian).  Roma-Bari: Laterza. ISBN 884202810X
- Ferrara, Orazio. La battaglia di Tug Argan Pass (La conquista del Somaliland britannico). in Eserciti nella Storia, Anno VI, n° 32, 2005.
- Mackenzie, Compton (1951). Eastern Epic. London: Chatto & Windus
- Maravigna, General Pietro (1949). Come abbiamo perduto la guerra in Africa. Le nostre prime colonie in Africa. Il conflitto mondiale e le operazioni in Africa Orientale e in Libia. Testimonianze e ricordi (in Italian). Roma: Tipografia L’Airone.
- Mockler, Anthony (1984). Haile Selassie's War: The Italian-Ethiopian Campaign, 1935-1941. New York: Random House.  ISBN 0-394-54222-3
- Playfair, Major-General I.S.O.; with Stitt R.N., Commander G.M.S.; Molony, Brigadier C.J.C. & Toomer, Air Vice-Marshal S.E. (2004) [1st. pub. HMSO 1954]. Butler, J.R.M. ed. The Mediterranean and Middle East, Volume I The Early Successes Against Italy (to May 1941). History of the Second World War, United Kingdom Military Series. Naval & Military Press. ISBN 1-84574-065-3
- Rovighi, Alberto (1952). Le Operazioni in Africa Orientale (in Italian). Roma: Stato Maggiore Esercito,Ufficio storico.
- UK Ministry of Information (1942). Tha Abyssinian campaigns; the official story of the conquest of Italian East Africa.. London: HMSO. OCLC 184818818
- Wavell, Archibald, Operations in the Somaliland Protectorate, 1939-1940 (Appendix A - G. M. R. Reid and A.R. Godwin-Austen) published in “No. 37594”. The London Gazette (英語). 4 June 1946. pp. 2719–2727. 2009年12月5日閲覧.